# 이와키오타역
이와키오타역(일본어: 磐城太田駅)은 일본 후쿠시마현 미나미소마시 하라마치 구에 있는 동일본 여객철도(JR동일본)의 철도역이다.

## 역 구조
2면 2선 구조의 지상역이다. 승강장과 역사는 과선교로 이어져 있다.

### 승강장
| 1 | ■ 조반선(하행) | 하라노마치 · 소마 방면 |
| 2 | ■ 조반선(상행) | 오다카 행              |

## 역세권 정보
이 역 주변은 후쿠시마 제1 원자력 발전소 사고 영향을 받아 경계구역(警戒区域, 출입 금지 구역)이 되었으나 2012년 4월 16일부터 2016년 7월 12일까지는 피난 지시 해제 준비 구역(避難指示解除準備區域, 자유로이 들어갈 수 있으나 숙박이 금지된 구역)이었다.

## 역사
- 1898년 5월 11일: 닛폰 철도의 다카역(高駅)으로 영업 개시.
- 1898년 12월 1일: 이와키오타역으로 명칭 병경.
- 1906년 11월 1일: 국유화.
- 1987년 4월 1일: 민영화에 따라 동일본 여객철도의 소속이 되었다.
- 1999년 3월: 역사 개축.
- 2011년 3월 11일: 동일본 대지진으로 영업이 중단.
- 2016년 7월 12일: 당역을 포함하는 오다카 ~ 하라노마치 구간의 운행을 재개.[1]

## 화랑

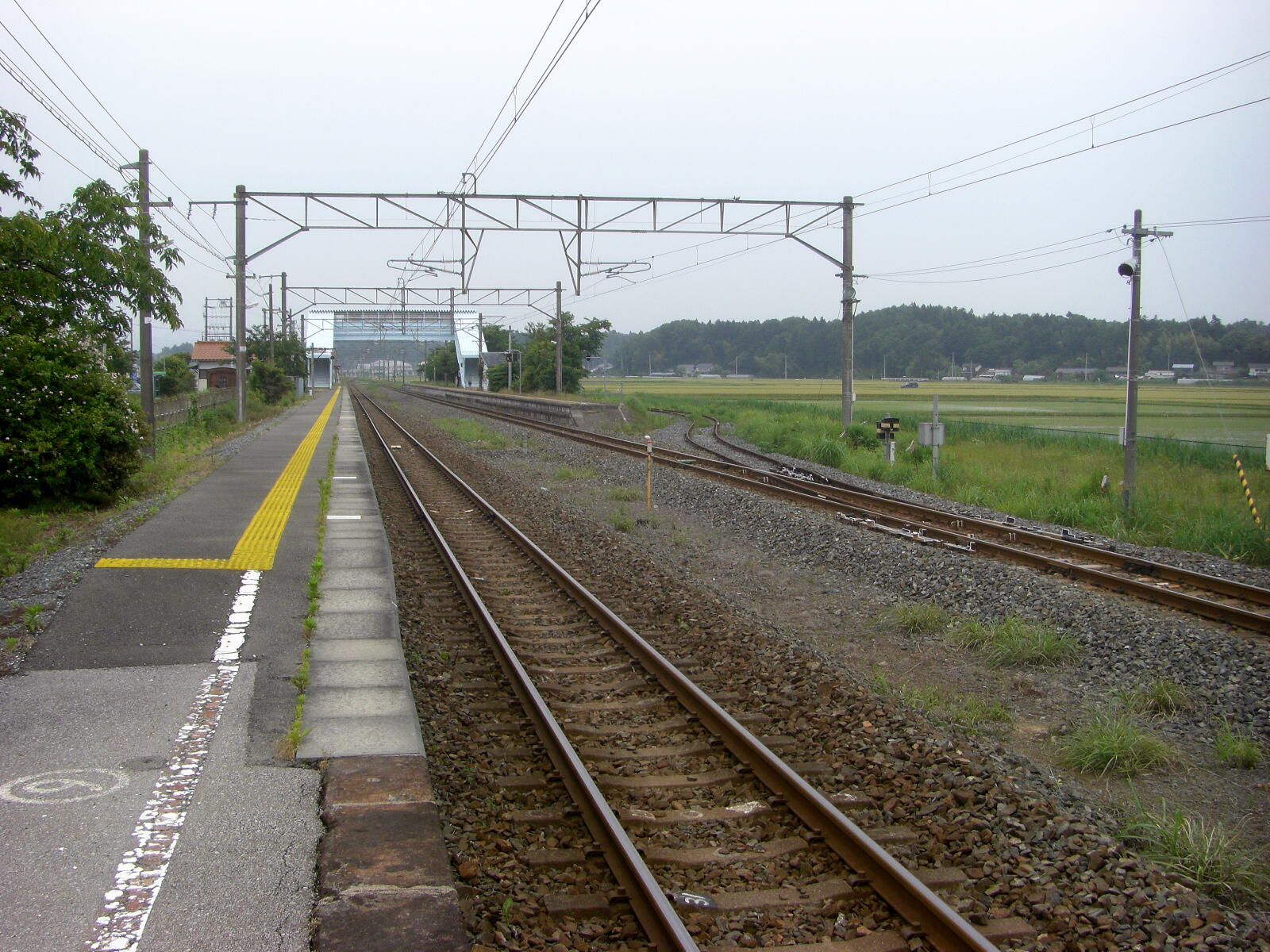
동일본 대지진 발생 이전의 승강장 모습(2008년 6월 8일)
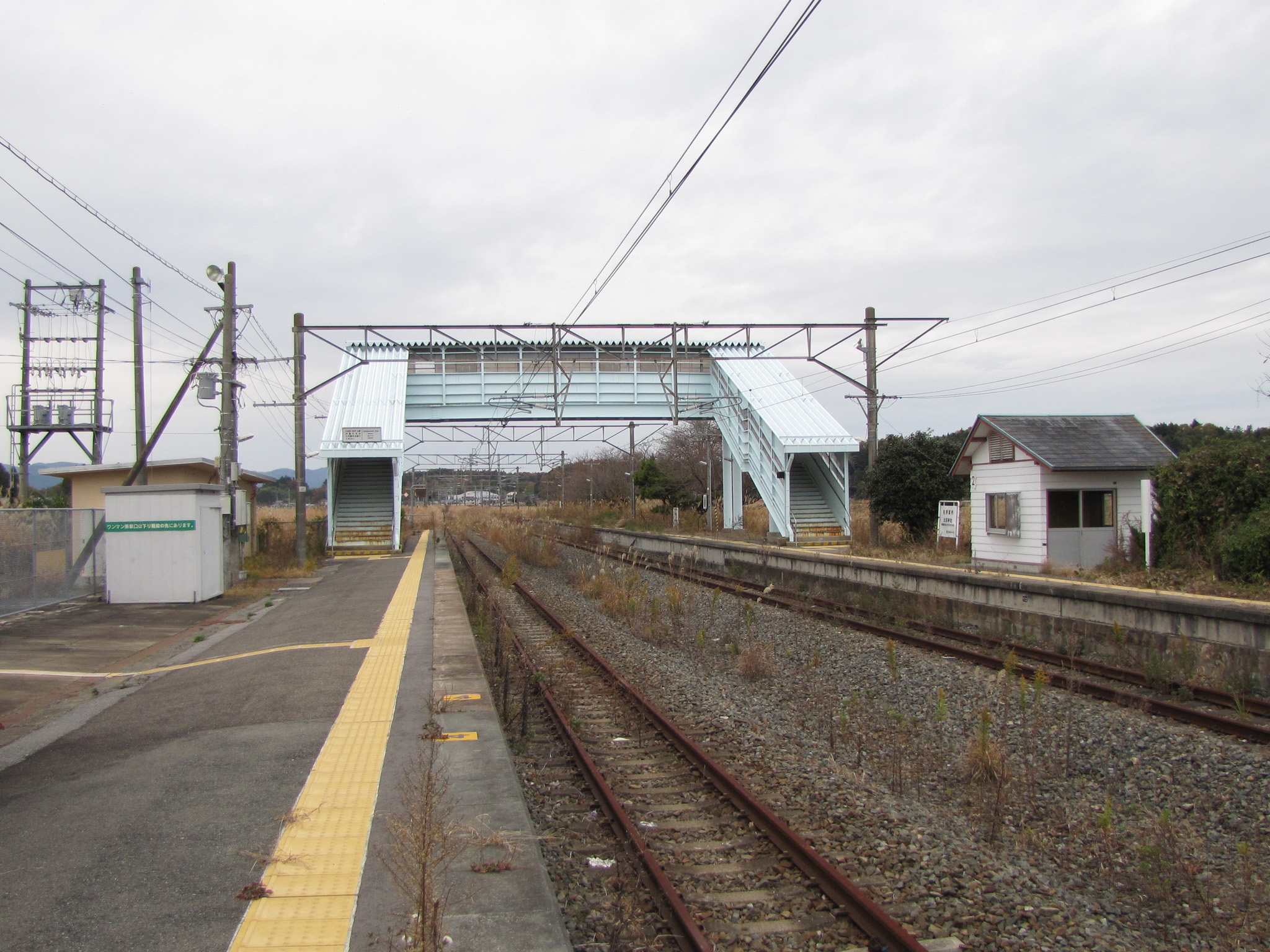
동일본 대지진 발생 이후의 승강장 모습(2012년 11월 26일)

## 인접역
| 동일본 여객철도 조반선 | 동일본 여객철도 조반선 | 동일본 여객철도 조반선 |
| ---------------------- | ---------------------- | ---------------------- |
| 오다카 나미에 방면     | ■ 보통                 | 하라노마치 센다이 방면 |